# Victor Kremser
Victor Felix Karl Kremser (* 20. Mai 1858 in Ratibor; † 27. Juli 1909 in Berlin) war ein deutscher Astronom und Meteorologe.

## Leben
Victor Kremser studierte ab 1877 Astronomie, Mathematik und Naturwissenschaften an der Universität Breslau. 1880 wurde er Assistent an der Klimastation der Universität, die dem preußischen Beobachtungsnetz angeschlossen war. 1882 holte ihn Gustav Hellmann, der Interimsleiter des Königlich-Preußischen Meteorologischen Instituts, nach Berlin. Kremser promovierte 1883 in Breslau mit der Dissertationsschrift Die Bahn des zweiten Cometen von 1879 zum Dr. phil. In einer These dieser Arbeit wies er auf die Bedeutung der Erforschung der Atmosphäre für den Fortschritt der Astronomie hin. In den folgenden Jahren sollte er sich dieser Aufgabe engagiert widmen. Im Februar 1887 trat er mit anderen Berliner Meteorologen wie Richard Aßmann und Adolf Sprung in den Deutschen Verein zur Förderung der Luftschifffahrt ein. Es gelang ihnen, die Unterstützung des Vereins für ein ambitioniertes, auf zehn Jahre angelegtes Programm zur Erforschung der Atmosphäre mit Hilfe von Freiballons zu erhalten. Am 23. Juni 1888 fand die erste von insgesamt 65 bemannten wissenschaftlichen Luftfahrten des Vereins statt. An Bord des Ballons Herder befanden sich als wissenschaftliche Beobachter Victor Kremser und Hans Bartsch von Sigsfeld und als Ballonführer der Militär-Luftschiffer Richard Opitz (1855–1892).
1892 wurde Kremser Leiter der Klimaabteilung des Königlich-Preußischen Meteorologischen Instituts.
Er verfasste zahlreiche Klimabeschreibungen deutscher Garnisons- und Universitätsstädte sowie der norddeutschen Überschwemmungsgebiete. Von 1891 bis 1896 redigierte er die Zeitschrift für Luftschifffahrt und Physik der Atmosphäre.